# Bajón

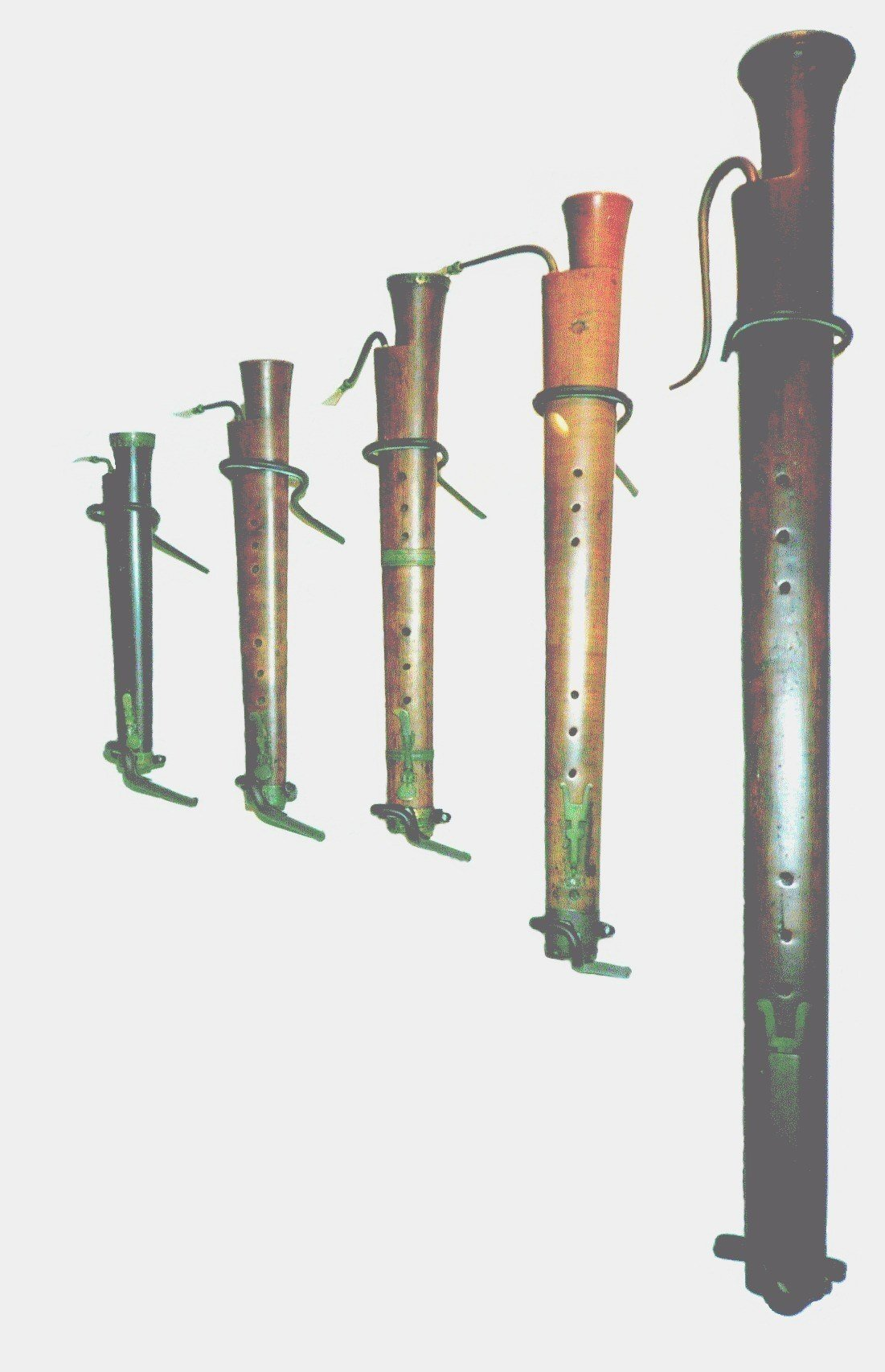
Diferentes tonos de bajones

El bajón (inglés: dulcian, curtal; alemán: Dulzian; francés: douçaine; holandés: dulciaan; italiano: dulciana; portugués: baixão) es un instrumento musical de viento-madera utilizado principalmente en el Renacimiento. Consiste en un tubo largo de sección cónica perforado en dos canales paralelos, en uno de cuyos extremos se inserta un tudel de cobre de forma curva en el que a su vez se encaja una caña o lengüeta doble con la que se hace sonar el instrumento. Posee agujeros y un par de llaves para facilitar la digitación.

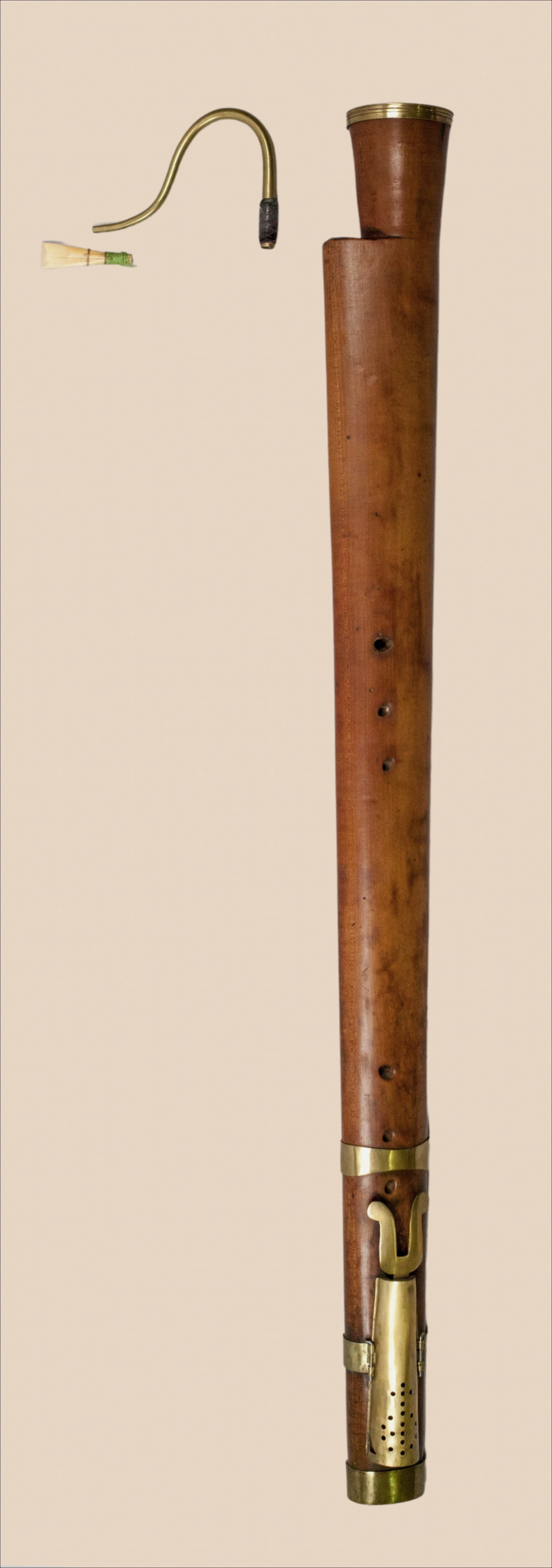
Bajón,, Museo de la Música de Barcelona

Si bien se solía fabricar en diferentes tamaños formando toda una familia instrumental, que incluía los pequeños bajoncillos para las tesituras más agudas, el modelo más típico reforzaba la línea del bajo de la polifonía en las capillas renacentistas (función de la que procede su nombre), sonando junto al resto de instrumentos de viento de los ministriles (cornetto, chirimía, sacabuche, flauta de pico) y acompañando a los salmistas en los oficios eclesiásticos. Llegó a su máximo auge en torno a 1600, con intérpretes destacados como Bartolomé de Selma y Salaverde.
Aunque durante el siglo XVII sus funciones fueron asumidas en casi toda Europa por su sucesor natural, el fagot, en la música eclesiástica hispana el bajón tuvo una larga permanencia, conviviendo incluso durante siglos con aquel.
Según la obsoleta definición de la Enciclopedia Espasa, tal vez reflejo de una tradición aún no del todo desaparecida alrededor del año 1900, el bajón poseía "pabellón de metal", "fue inventado por Rigibo en 1780 y se utilizaba para acompañar el canto llano". No obstante, hay que esperar a la segunda mitad del siglo XX para que el instrumento sea recuperado en el contexto de la interpretación de la música antigua con instrumentos originales.
La palabra bajón designa también un registro del órgano.